# FBW B51U
FBW B51U ist ein Omnibusmodell aus dem Haus des damaligen Fahrzeugherstellers Franz Brozincevic in Wetzikon, das in erster Linie für die Basler Verkehrs-Betriebe konstruiert und weiterentwickelt wurde.

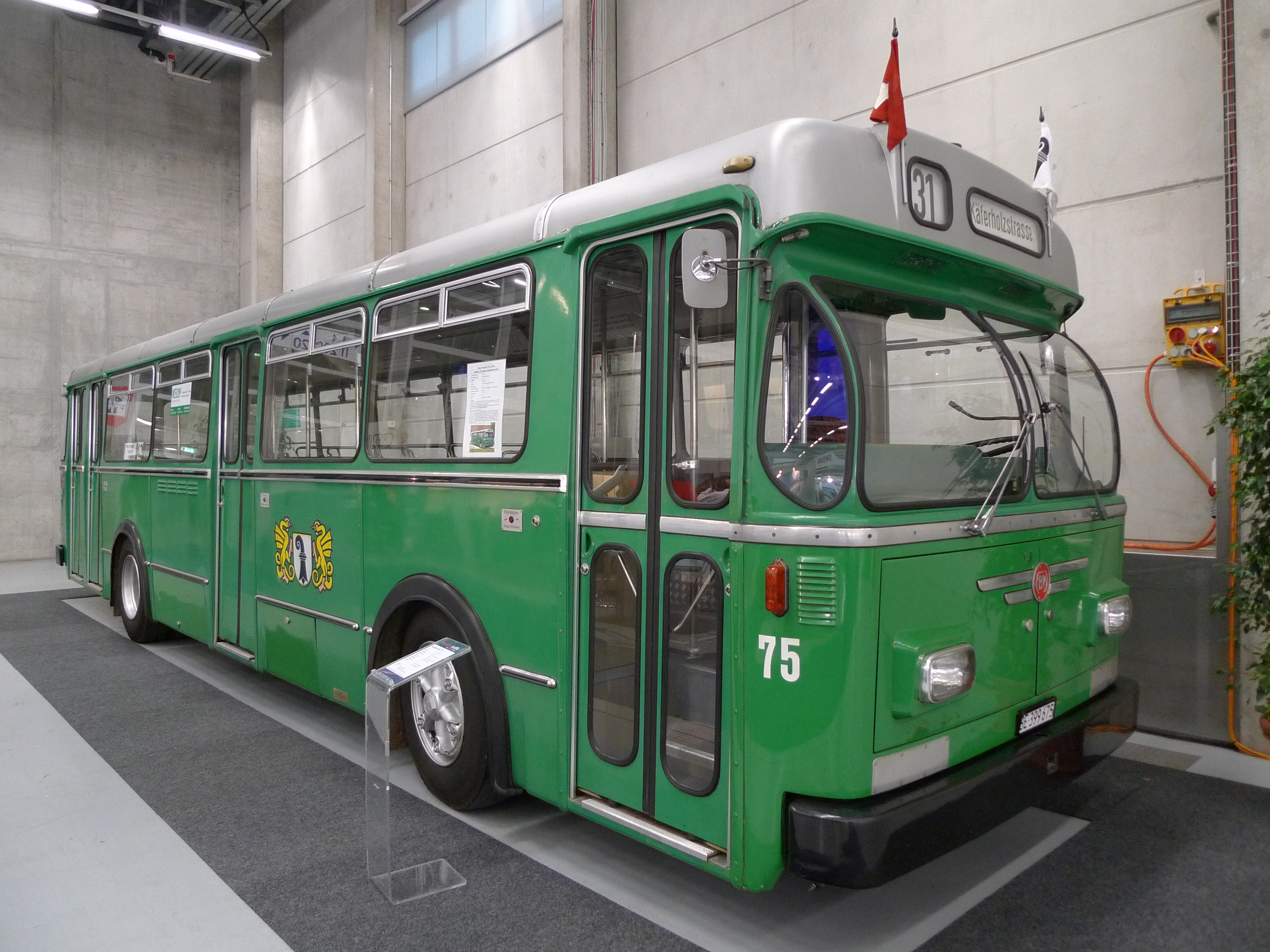
Der vormalige Wagen 75 der Basler Verkehrs-Betriebe, ein ausrangierter, heute im Kanton Bern stationierter FBW B51U, wird noch für Extrafahrten gebraucht.

## Baulose
| FBW                     | FBW                                                                   |
| B51U                    | B51U                                                                  |
| ----------------------- | --------------------------------------------------------------------- |
| Hersteller:             | Franz Brozincevic (Fahrzeughersteller)                                |
| Betriebsnummern BVB:    | 30-39                                                                 |
| Baujahre:               | 1957/58                                                               |
| Karosserie:             | Schindler Waggon                                                      |
| Innenausbau:            | Schindler Waggon (Wagen 30 und 31); Reinbolt & Christe (Wagen 32-39)  |
| Länge über Stossbalken: | 11.350 mm                                                             |
| Breite:                 | 2.400 mm                                                              |
| Höhe über Dach:         | 2.905 mm                                                              |
| Radstand:               | 5.400 mm                                                              |
| Taragewicht:            | 9.140 kg                                                              |
| Sitz- und Stehplätze:   | 27/47                                                                 |
| Höchstgeschwindigkeit:  | 55 km/h                                                               |
| Motor:                  | FBW EDU (Diesel)                                                      |
| Zylinder:               | 6                                                                     |
| Bohrung/Hub:            | 125/150 mm                                                            |
| Hubraum:                | 11.045 cm³                                                            |
| Leistung:               | 150 PS bzw. 110 kW                                                    |
| Leistung bei Drehzahl:  | 1.930 Umdrehungen pro Minute                                          |
| Getriebe:               | halbautomatisches 4-Gang-Planetengetriebe FBW PG51, System Wilson     |
| Kupplung:               | Flüssigkeitskupplung Daimler                                          |
| Bremsen:                | Einkreis-Druckluftbremse; Auspuff-Motorbremse; mechanische Handbremse |

### Erstes Baulos 30-39
1957 und 1958 wurden erstmals Standardbusse dieser Bauart beschafft. Sie wurden von Schindler Waggon in Pratteln mitfabriziert, die durch die Mitfabrikation von Trolleybussen Erfahrungen im Bau von selbsttragenden Strassenfahrzeugen gesammelt hatte. Die ersten FBW B51U-Fahrzeuge wurden mit Sandstreuvorrichtungen vor den Antriebsrädern, Nova-Starter und Zentralschmierung ausgestattet.
| FBW                     | FBW                                                                   |
| B51U                    | B51U                                                                  |
| ----------------------- | --------------------------------------------------------------------- |
| Hersteller:             | Franz Brozincevic (Fahrzeughersteller)                                |
| Inbetriebssetzungsjahr: | 1958                                                                  |
| Karosserie:             | Reinbolt & Christe                                                    |
| Länge über Stossbalken: | 11.350 mm                                                             |
| Breite:                 | 2.400 mm                                                              |
| Höhe über Dach:         | 2.905 mm                                                              |
| Radstand:               | 5.400 mm                                                              |
| Taragewicht:            | 8.840 mm                                                              |
| Sitz- und Stehplätze:   | 27/47                                                                 |
| Höchstgeschwindigkeit:  | 55 km/h                                                               |
| Motor:                  | FBW EDU (Diesel)                                                      |
| Zylinder:               | 6                                                                     |
| Bohrung/Hub:            | 125/150 mm                                                            |
| Hubraum:                | 11.045                                                                |
| Leistung:               | 150 PS bzw. 110 kW                                                    |
| Leistung bei Drehzahl:  | 1.930 Umdrehungen pro Minute                                          |
| Getriebe:               | halbautomatisches 4-Gang-Planetengetriebe FBW PG51 System Wilson      |
| Kupplung:               | Flüssigkeitskupplung Daimler                                          |
| Bremsen:                | Einkreis-Druckluftbremse; Auspuff-Motorbremse; mechanische Handbremse |

### Zweites Baulos 40
Eine Weiterentwicklung dieser Baukonstruktion stellte das 1958 durch einen Parlamentsbeschluss vom 12. Mai 1955 beschaffte Einzelexemplar mit der Betriebsnummer 40 dar. Auch dieser Wagen, dessen Verbleib unbekannt ist, enthielt einen Nova-Starter, eine Zentralschmierung und Sandstreuvorrichtungen vor den Antriebsrädern. Die selbsttragende Karosserie wurde aus Aluminium in genieteter Röhrenbauweise von der Firma Reinbolt & Christe gefertigt, die damals zum letzten Mal die BVB belieferte.
| FBW                     | FBW |
| B51U                    | B51U                                                                                                   |
| ----------------------- | --- |
| Hersteller:             | Franz Brozincevic (Fahrzeughersteller)                                                                 |
| Baujahre:               | 1960/61                                                                                                |
| Betriebsnummern BVB:    | 41-47                                                                                                  |
| Karosserie:             | FHS |
| Länge über Stossbalken: | 11.350 mm                                                                                              |
| Breite:                 | 2.400 mm                                                                                               |
| Höhe über Dach:         | 2.905 mm                                                                                               |
| Radstand:               | 5.400 mm                                                                                               |
| Taragewicht:            | 9.590 kg                                                                                               |
| Sitz- und Stehplätze:   | 27/47                                                                                                  |
| Höchstgeschwindigkeit:  | 55 km/h                                                                                                |
| Motor:                  | FBW EDU (Diesel)                                                                                       |
| Zylinder:               | 6 |
| Bohrung/Hub:            | 125/150 mm                                                                                             |
| Hubraum:                | 11.045 cm³                                                                                             |
| Leistung:               | 125 PS bzw. 110 kW                                                                                     |
| Leistung bei Drehzahl:  | 1.900 Umdrehungen pro Minute                                                                           |
| Getriebe:               | halbautomatisches 4-Gang-Planetengetriebe FBW PG51 System Wilson                                       |
| Kupplung:               | Flüssigkeitskupplung Daimler                                                                           |
| Bremsen:                | Zweikreis-Druckluftbremse; Auspuff-Motorbremse; Federspeicher-Federstellbremse; mechanische Handbremse |

### Drittes Baulos 41-47
Auch in den Jahren 1960 und 1961 benötigten die Basler Verkehrs-Betriebe neue Linienbusse, und man entschied sich erneut für das inzwischen weiterentwickelte System FBW B51U. Der Wagen 43 des Nummernblocks 41-47 wurde als Prototyp für eine neue Türautomatik hergerichtet, die seither von den Fahrgästen per Knopfdruck bedient werden kann. So wurde ein Einmannbetrieb möglich. Ab 1968 wurde diese Automatik bei allen Wagen eingebaut. Durch die Demontage der Billetteurkabinen wurde der Platz für je zwei zusätzliche Sitzplätze gewonnen.
Ab dem Juni 1966 wurde im Wagen 43 auch eine Transistor-Lautsprecheranlage erprobt.
Um das Jahr 1968 wurde auch eine Druckluftlenkhilfe des Systems Alex eingebaut. 1978 und 1979 folgte die Montage der Dach- und Heckreklametafeln. Seit 1980 und 1981 bestehen die Sprechfunkverbindungen zwischen den Chauffeuren und der Betriebsleitstelle.

### Viertes Baulos 48-52
Im Jahr 1965 gelangten 5 weitere Fahrzeuge des Systems FBW B51U in den Bestand der Linienbusse der Basler Verkehrs-Betriebe. Sie erhielten die Betriebsnummern 48-52. Der Grund für diese Beschaffung war der Neubau der Johanniterbrücke und die damit verbundene Stilllegung der dortigen Tramlinie 2 zwischen dem Schützenhaus und dem Badischen Bahnhof, deren Gesamtroute damals eine Ringlinie war. Schon 1962 hatten die Basler Verkehrs-Betriebe beim Parlament einen Kredit von 3 Millionen Franken für die Beschaffung von 15 Bussen beantragt. 5 Fahrzeuge waren für die neue, provisorische Buslinie und 10 für die damals zu verlängernde Linie 36 vorgesehen. Das Begehren scheiterte an einem Referendum, und schliesslich kam es 3 Jahre später zur Inbetriebnahme von „nur“ 5 Fahrzeugen.
Der damals fabrikneue Wagen 48 war 1965 auf der Schweizerischen Mustermesse ausgestellt. 1983 wurde er zu einem Schleppfahrzeug für schadhafte Linienbusse und Notfallfahrzeug umgerüstet. Er erhielt auch einen Enteiser für die Entfernung von Eis an Trolleybus-Fahrleitungen, der optisch gleich aussieht wie die Stromabnehmer der Oberleitungsbusse. Er blieb als Dienstwagen im Besitze der Basler Verkehrs-Betriebe, während seine Artgenossen anlässlich der Anschaffung der Gelenkbusse der Baureihe Mercedes-Benz O 305 G als Ersatzteilspender ausgeschlachtet, abgebrochen oder verkauft wurden.
| FBW                                                   | FBW |
| B51U                                                  | B51U                                                                                                   |
| ----------------------------------------------------- | --- |
| Hersteller:                                           | Franz Brozincevic (Fahrzeughersteller)                                                                 |
| Bauart:                                               | Linienbus                                                                                              |
| Fahrzeugnummern BVB:                                  | 53-66                                                                                                  |
| Inbetriebssetzungsjahre:                              | 1966/67                                                                                                |
| Karosserie:                                           | FHS |
| Länge über Stossbalken:                               | 11.250 mm                                                                                              |
| Breite:                                               | 2.500 mm                                                                                               |
| Höchstgeschwindigkeit:                                | 61 km/h                                                                                                |
| Motor:                                                | FBW EDU (Diesel)                                                                                       |
| Zylinder:                                             | 6 |
| Bohrung/Hub:                                          | 125/150 mm                                                                                             |
| Hubraum:                                              | 11.042 cm³                                                                                             |
| Leistung:                                             | 170 PS bzw. 125 kW                                                                                     |
| Leistung bei Drehzahl:                                | 2.040 Umdrehungen pro Minute                                                                           |
| Getriebe:                                             | halbautomatisches 4-Gang-Planetengetriebe FBW PG51 (System Wilson)                                     |
| Kupplung:                                             | Flüssigkeitskupplung Daimler                                                                           |
| Bremsen:                                              | Zweikreis-Druckluftbremse; Auspuff-Motorbremse; Federspeicher-Federstellbremse; mechanische Handbremse |
| Nachfolgefahrzeuge bei den Basler Verkehrs-Betrieben: | Mercedes-Benz O 405 N2 CNG                                                                             |

### Fünftes Baulos 53-66
Die in den Jahren 1966 und 1967 beschafften Busse waren für die damals vollendete Ringlinie 36 vorgesehen. Dort wurden sie von den Gelenkbussen 701-721 der Baureihe Mercedes-Benz O 305 G abgelöst und kamen anschliessend vorwiegend auf der Linie 37, aber auch auf den Linien 32 und 38 zum Einsatz. Bei der Linie 37 handelte es sich damals um eine Überlandlinie, die von der Schifflände über Binningen und Bottmingen in den Jakobsberg führte.
| FBW                                       | FBW |
| B51U                                      | B51U |
| ----------------------------------------- | --- |
| Hersteller:                               | Franz Brozincevic (Fahrzeughersteller)                                                                  |
| Bauart:                                   | Linienbus                                                                                               |
| Inbetriebsetzungsjahr:                    | 1967 |
| Karosserie:                               | FHS |
| Länge über Stossbalken:                   | 11.280 mm                                                                                               |
| Breite:                                   | 2.500 mm                                                                                                |
| Höhe über Dach, beladen:                  | 2.860 mm                                                                                                |
| Radstand:                                 | 5.400 mm                                                                                                |
| Taragewicht:                              | 10.360 mm                                                                                               |
| Sitz- und Stehplätze Linienverkehr:       | 27/47                                                                                                   |
| Sitz- und Stehplätze Gelegenheitsverkehr: | 39 |
| Höchstgeschwindigkeit:                    | 85 km/h                                                                                                 |
| Motor:                                    | FBW EDU (Diesel)                                                                                        |
| Zylinder:                                 | 6 |
| Bohrung/Hub:                              | 125/150 mm                                                                                              |
| Hubraum:                                  | 11.045                                                                                                  |
| Leistung:                                 | 170 PS bzw. 125 kW                                                                                      |
| Leitung bei Drehzahl:                     | 2.040 Umdrehungen pro Minute                                                                            |
| Getriebe:                                 | vollautomatisches 2-Gang-Planetengetriebe mit Drehmomentwandler Wilson RVK7/L und Schnellgang FBW SG65  |
| Bremsen:                                  | Zweikreis-Druckluftbremse; Auspuff-Motorbremse; Federspeicher-Federstellbremse; mechanische Handbremse. |

### Sechstes Baulos 67
Der Wagen 67 wurde als Versuchsfahrzeug für verschiedene technische Neuerungen anfänglich von den Basler Verkehrs-Betrieben gemietet und später gekauft. Er enthielt ein automatisches Getriebe, das zu Beginn des Jahres 1968 demontiert und durch ein herkömmliches Planetengetriebe FBW PG51 ersetzt wurde. Anstelle der bei den bisherigen FBW B51U für die Überlandlinie 37 vorhandenen Schnellganggetriebe erhielt dieser Bus ein Planeten-Schnellganggetriebe FBW SP131. Ausserdem enthielt er einen Nova-Starter, eine Luftfederung und -dämpfung von Schindler Waggon, eine Kugelumlauf-Hydrolenkung des Systems ZF-Gemmer, eine Zentralschmierung und eine Sandstreuvorrichtung vor den Antriebsrädern.
| FBW                                                   | FBW |
| B51U                                                  | B51U |
| ----------------------------------------------------- | --- |
| Hersteller:                                           | Franz Brozincevic (Fahrzeughersteller) |
| Betriebsnummern BVB:                                  | 68-77 |
| Inbetriebssetzungsjahre:                              | 1969/70 |
| Karosserie:                                           | FHS |
| Länge über Stossbalken:                               | 11.500 mm |
| Breite:                                               | 2.500 mm |
| Höhe über Dach, beladen:                              | 2.860 mm |
| Radstand:                                             | 5.400 mm |
| Taragewicht:                                          | 10.000 kg |
| Sitz- und Stehplätze:                                 | 29/50 |
| Höchstgeschwindigkeit:                                | 61 km/h |
| Motor:                                                | FBW EDU (Diesel) |
| Zylinder:                                             | 6 |
| Bohrung/Hub:                                          | 125/150 mm |
| Hubraum:                                              | 11.045 cm³ |
| Leistung:                                             | 170 PS bzw. 125 kW |
| Leistung bei Drehzahl:                                | 2.040 Umdrehungen pro Minute |
| Getriebe:                                             | halbautomatisches 4-Gang-Getriebe System Wilson                                                                                             |
| Kupplung:                                             | Flüssigkeitskupplung Leyland |
| Bremsen:                                              | Zweikreis-Druckluftbremse; Strömungsbremse Voith beim Wagen 77; Auspuff-Motorbremse; Federspeicher-Federstellbremse; mechanische Handbremse |
| Nachfolgefahrzeuge bei den Basler Verkehrs-Betrieben: | MAN NG 353/A23 |

### Siebtes Baulos 68-77
In den späten Sechzigerjahren mussten die Saurer 4 ZP mit den Betriebsnummern 13-22 ersetzt werden. Man entschied sich für weitere FBW B51U, diesmal mit den Nummern 68-77. Der Wagen 71 schied im April 1997 nach einem Schaden im Getriebe aus und diente danach als Ersatzteilspender. Die andern Busse dieses Bauloses blieben in Betrieb, bis sie im Jahr 2000 über einen Zwischenhändler nach Rumänien exportiert wurden.